# King Seaways
Le King Seaways est un ferry appartenant à la compagnie danoise DFDS. Construit entre 1986 et 1987 aux chantiers Schichau-Seebeckwerft de Bremerhaven pour la compagnie ouest-allemande TT-Line, il portait à l'origine le nom de Nils Holgersson. Mis en service en juin 1987 sur les lignes reliant l'Allemagne de l'Ouest à la Suède, il est ensuite revendu en 1992 à la compagnie bretonne Brittany Ferries. Rebaptisé Val de Loire, il est exploité à compter de juin 1993 sur les liaisons entre la France, l'Irlande, le Royaume-Uni et l'Espagne. Remplacé sur cet axe en 2004, il est par la suite transféré sur les lignes transmanches entre Saint-Malo, Cherbourg et Portsmouth avant d'être cédé fin 2005 à DFDS. Renommé dans un premier temps King of Scandinavia, il navigue depuis mars 2006 entre les Pays-Bas et le Royaume-Uni.

## Histoire

### Origines et construction
Au milieu des années 1980, la compagnie TT-Line envisage de lancer la construction de quatre navires identiques. Parmi ces nouvelles unités, deux sont prévues pour intégrer la flotte de la compagnie ouest-allemande afin de remplacer les ferries Peter Pan et Nils Holgersson entre l'Allemagne et la Suède tandis que les deux autres seront employés sur les liaisons reliant les Pays-Bas au Royaume-Uni sous les couleurs de la filiale Olau Line.
Commandés auprès du chantier Schichau-Seebeckwerft de Bremerhaven, ces futurs navires sont conçus comme des versions plus grandes et plus abouties des ferries Olau Hollandia et Olau Britannia, construit par ces mêmes chantiers au début des années 1980 pour la filiale Olau Line. Affichant des dimensions particulièrement imposantes malgré une longueur limitée à 160 mètres, ils se démarquent toutefois par une largeur et une hauteur très élevées ainsi qu'une silhouette cubique très massive. Leur capacité de roulage est nettement augmentée par rapport à celle de leurs modèles avec l'ajout de deux niveaux de garage supplémentaire, permettant d'embarquer plus de 500 véhicules. Bien que la capacité passagère soit légèrement revue à la baisse en comparaison avec leurs aînés, la surface destinée aux installations demeure très importante avec trois ponts complets réservés aux passagers qui pourront profiter de commodités classiques mais confortables telles qu'un bar, plusieurs espaces de restauration, une galerie marchande et même une piscine intérieure. Ces navires apportent également un lot de nouveautés comme par exemple un système d'ouverture des cabines par carte magnétique. Les deux premières unités, destinées à naviguer pour le compte de TT-Line, sont baptisées Peter Pan et Nils Holgersson qui sont également les noms des deux anciens navires qu'ils doivent remplacer au sein de la flotte.
Deuxième navire de la série, le Nils Holgersson est lancé le 16 août 1986. Achevé pendant les six mois suivants, il est livré à TT-Line le 20 février 1987. Dans le but de garantir une certaine harmonie sur les liaisons germano-suédoises, le navire est détenu par la société suédoise Wallenius et affrété par TT-Line. Il est également enregistré sous pavillon suédois tandis que son sister-ship le Peter Pan arbore quant à lui le pavillon allemand.

### Service

#### TT-Line (1987-1993)

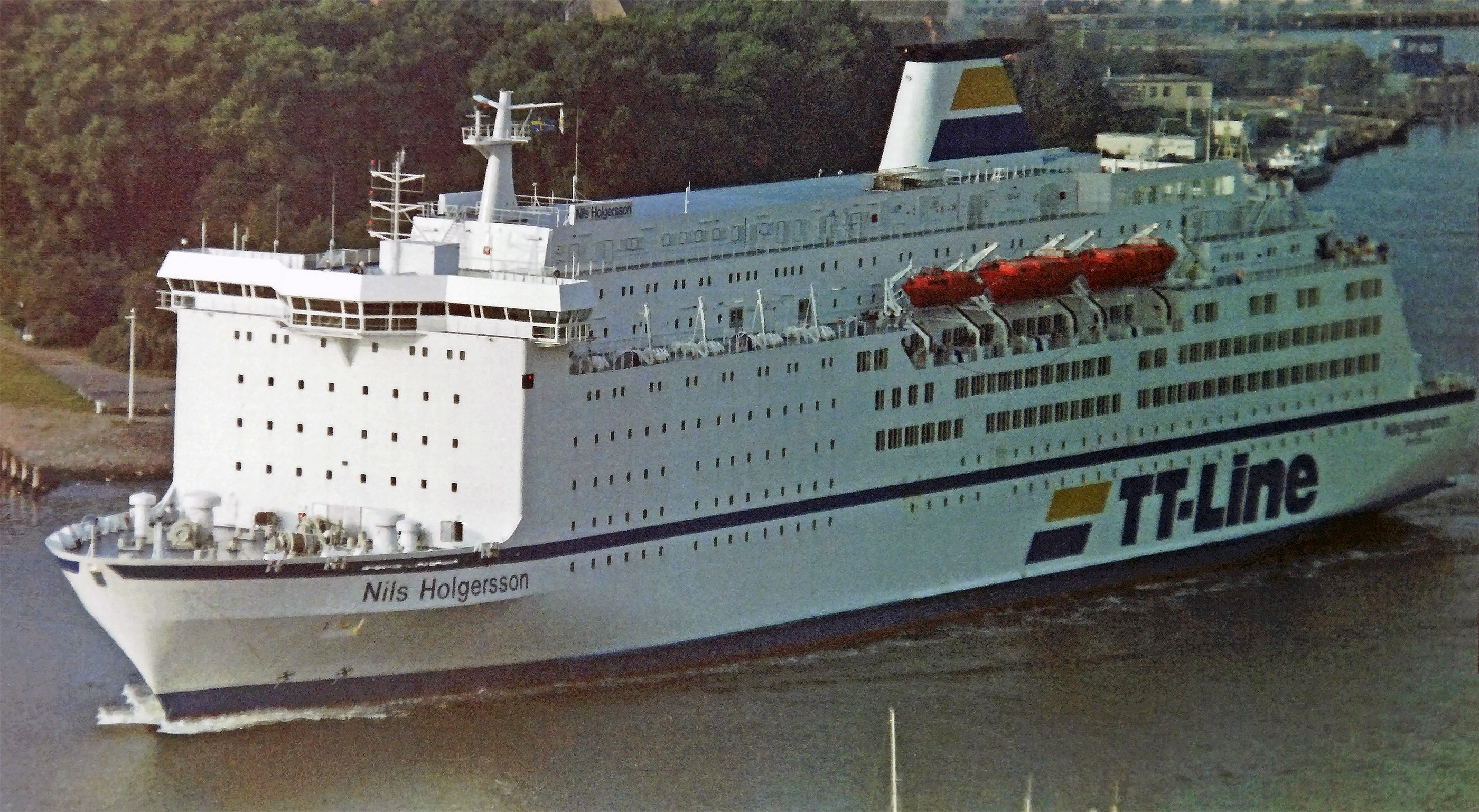
Le Nils Holgersson à Travemünde en 1987.

Le Nils Holgersson est mis en service le 26 juin 1987 entre Lübeck et Trelleborg. Il rejoint son jumeau le Peter Pan, naviguant depuis juin 1986. Les deux navires rencontrent rapidement un certain succès auprès de la clientèle mais s'avèrent toutefois rattrapés par l'augmentation du trafic des remorques. Afin de pallier ce problème, TT-Line envisage tout d'abord d'effectuer des travaux de jumboïsation sur les navires afin d'augmenter leur longueur mais ce projet ne sera jamais concrétisé.
En 1989, la chute du mur de Berlin et la disparition du rideau de fer accroît la concurrence des transporteurs de fret sur les liaisons germano-suédoises. Ainsi, au début des années 1990, TT-Line envisage de transférer sur cet axe les ferries Robin Hood et Nils Dacke, dont la faible capacité passagère et l'importante surface affectée au transport de fret s'avère plus adéquate.
En février 1992, la propriété du Nils Holgersson est transférée à la société SweFerry. En prévision de son remplacement imminent, le navire est vendu en décembre à la compagnie bretonne Brittany Ferries pour la somme de 60 millions de dollars. Après avoir réalisé sa dernière traversée pour le compte de TT-Line le 21 décembre, il quitte définitivement la flotte de l'armateur allemand.

#### Brittany Ferries (1993-2006)
Réceptionné par la compagnie bretonne le 14 janvier 1993, le navire est rebaptisé Val de Loire et enregistré sous pavillon français. Après un carénage effectué aux chantiers Flender Werft de Lübeck en vue de sa livraison, il quitte l'Allemagne pour rejoindre l'Italie afin de subir quelques transformations. Assurés par les chantiers IMNA de La Spezia, ces travaux portent principalement sur la réfection des espaces intérieurs, la mise aux couleurs de Brittany Ferries mais également la modification de sa partie avant qui arbore de ce fait une apparence moins anguleuse qu'à l'origine. Cette refonte permet l'aménagement de nouveaux locaux tels qu'un salon d'observation. Enfin, sa capacité est augmentée et portée à 2 280 passagers. Le coût des transformations s'élèveront à 80 millions de dollars, portant le coût final du navire à plus de 140 millions de dollars.
Une fois les travaux de transformations achevés à la fin du mois de mai, le Val de Loire quitte la Méditerranée à destination de la Manche. Effectuant au passage une escale à Santander, le navire parvient à Plymouth le 4 juin et débute ses rotations entre le Royaume-Uni, l'Espagne, la France et l'Irlande deux jours plus tard.
Le Val de Loire a été acquis par Brittany Ferries afin de renforcer l'offre de la compagnie sur ses liaisons les plus fréquentées. Son ancien fleuron le Bretagne s'était en effet retrouvé rapidement dépassé par l'évolution constante du trafic passager transitant sur ces axes qui nécessitait alors l'emploi d'un navire plus imposant et équipé d'un grand nombre de cabines. L'armateur breton, qui avait déjà engagé la construction d'un autre navire neuf depuis la mise en service du Bretagne, s'est alors tourné vers le marché de l'occasion. Avec une capacité de roulage et un nombre de cabines bien supérieurs, le Val de Loire devient le nouveau navire-amiral de la compagnie. Dans les années suivant cette acquisition, Brittany Ferries envisagera de racheter les trois autres jumeaux du navire mais abandonnera finalement ce projet en raison d'un coût trop important.

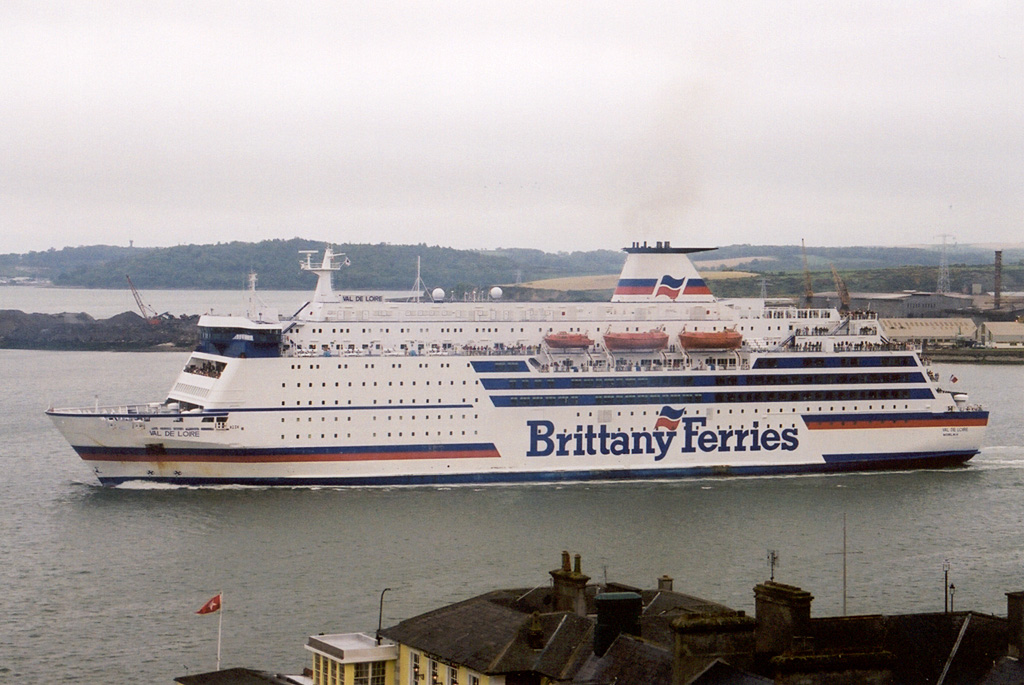
Le Val de Loire à Cobh en 2001.

En septembre 2000, alors qu'il effectue une traversée entre Cork et Roscoff, le navire est victime d'une avarie mécanique due à la surchauffe d'un de ses arbres de transmissions. Cet incident le contraint alors à rejoindre Brest afin d'être remis en état. Les réparations prendront toutefois plus de temps que prévu et le Val de Loire ne pourra reprendre son service que deux semaines plus tard.
Le 19 juin 2001, le navire échappe de peu à un attentat planifié par l'organisation terroriste basque ETA. Cette dernière s'apprêtait en effet à attaquer le Val de Loire à l'explosif durant une escale à Santander. L'opération a pu cependant être évitée de justesse grâce à l'interpellation des suspects par la police espagnole.
En mars 2004, le Val de Loire est remplacé sur les lignes phares de Brittany Ferries par le cruise-ferry Pont-Aven, nouveau fleuron de la compagnie bretonne. En conséquence, le navire est transféré sur les liaisons transmanche aux côtés du Bretagne. Les deux ferries sont alors exploités en tandem sur la desserte de Portsmouth depuis Saint-Malo ainsi que sur une liaison inédite au départ de Cherbourg. Cet itinéraire ne rencontrera cependant pas le succès escompté et sera clôturé l'année suivante. En 2005 également, Brittany Ferries retire le Bretagne de la liaison de Saint-Malo, un seul navire étant suffisant pour assurer le service, cependant, le Val de Loire se révèlera trop imposant au regard de la ligne opérée. En conséquence, la compagnie annonce en novembre 2005 la vente du navire à l'armateur danois DFDS pour une sortie de flotte prévue pour le début de l'année 2006. La cession du Val de Loire se caractérise également par un échange avec le ferry Duke of Scandinavia qui remplacera le navire au sein de la flotte de Brittany Ferries. Le 20 février 2006, le car-ferry effectue sa dernière traversée pour le compte de la compagnie bretonne entre Ouistreham et Portsmouth, il prend ensuite la route de Cherbourg où les logos de Brittany Ferries sont effacés de sa cheminée ainsi que de son flanc bâbord.

#### DFDS (depuis 2006)

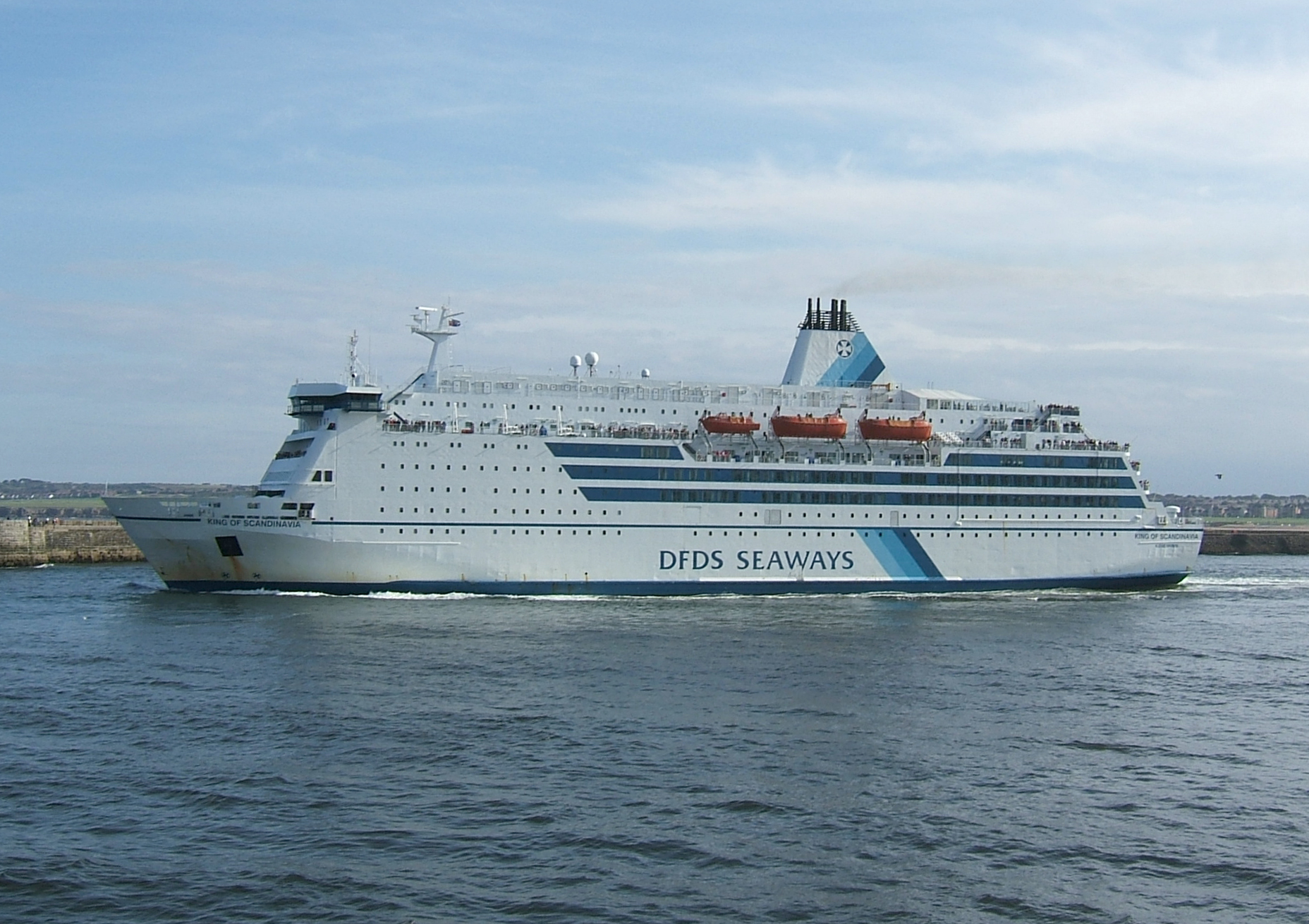
Le King of Scandinavia arborant l'ancienne livrée DFDS Seaways.

Le navire est livré à la compagnie danoise à Cherbourg le 26 avril 2006. Rebaptisé King of Scandinavia, il quitte la France pour rejoindre les Pays-Bas et s'amarre au port d'IJmuiden le 2 mars. Après quelques travaux de transformation au cours desquels il est repeint aux couleurs de DFDS, le navire entame son service entre les Pays-Bas et le Royaume-Uni le 11 mars. Quelques mois plus tard, en septembre, DFDS fera l'acquisition de son sister-ship l'ex-Peter Pan qui rejoindra la flotte en octobre sous le nom de Princess of Norway. Exploité dans un premier temps entre la Norvège et la Suède, il naviguera finalement en tandem avec son jumeau à partir de mai 2007. Par rapport à l'ère TT-Line, les deux navires arborent à présent une apparence légèrement différente dans la mesure où le Princess of Norway n'a pas bénéficié des transformations qu'a connues son sister-ship.
Entre le 4 et le 16 janvier 2007, le King of Scandinavia est rénové au cours d'un arrêt technique effectué à Frederikshavn. Entre autres interventions, les conduits d'échappement de la cheminée du navire sont rehaussés, ce qui modifie légèrement son apparence.
Le 22 février 2008, alors qu'il se trouve dans le port de Newcastle, le navire rompt ses amarres en raison de fortes rafales de vent et dérive à travers la Tyne en direction de la rive située face à son quai avant de heurter de petites plates-formes pétrolières stationnées à proximité. Aucun passager ne se trouvait à bord au moment de l'incident mais les dégâts subits par le navire conduisent à son immobilisation jusqu'au 1er mars.

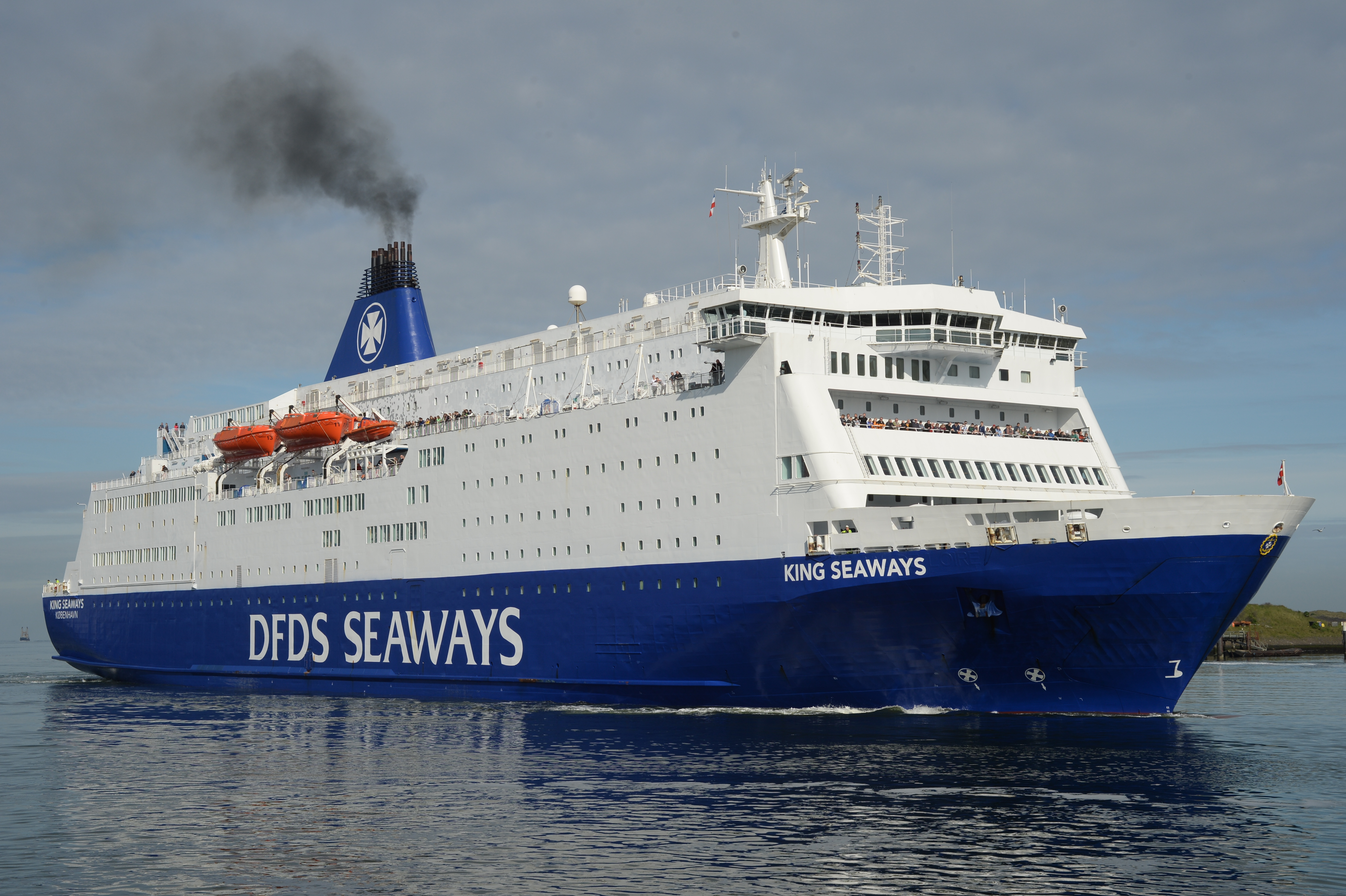
Le King Seaways arborant la coque bleue de DFDS en 2014.

Au mois de janvier 2011, durant son arrêt technique réalisé à Odense, le navire se voit paré de la nouvelle livrée de DFDS avec sa coque et sa cheminée repeintes en bleu et le retrait des bandes qui décoraient jusqu'à présent ses superstructures. À l'occasion, le car-ferry change de nom pour devenir le King Seaways.
Dans la nuit du 28 décembre 2013, alors qu'il effectue une traversée vers les Pays-Bas, l'équipage repère un incendie au niveau d'une cabine vers 22h45. Aussitôt, le King Seaways fait demi tour afin de retourner à Newcastle où les 946 passagers ainsi que les 127 membres de l'équipage sont évacués et le feu éteint. Les policiers britanniques procèderont ensuite à l'arrestation d'un homme suspecté d'être à l'origine de l'incendie.
Au début de l'année 2019, la livrée du navire est une nouvelle fois modifiée avec le remplacement de la peinture bleue de la coque et de la cheminée par une peinture noire. La marque commerciale « DFDS Seaways » est également délaissée au profit de la seule inscription « DFDS ».
En septembre de cette même année, DFDS annonce la signature d'un accord visant à céder le King Seaways et son jumeau à la compagnie italienne Moby Lines en échange des ferries Moby Wonder et Moby Aki, plus récents et disposant d'une meilleure capacité de roulage. Toutefois, l'armateur italien, en difficulté, se verra essuyer un refus de la part de ses créanciers de lever les hypothèques pesant sur ses deux navires, ce qui aboutira à l'annulation de cet accord.
Au mois de mars 2020, l'exploitation du navire est interrompue en raison des restrictions sanitaires mises en place à cause de la propagation de la pandémie de Covid-19. Immobilisé durant près de quatre mois, le King Seaways reprend par la suite ses traversées le 15 juillet.

## Aménagements
Le King Seaways possède 13 ponts. Ils étaient, à sa mise en service, désignés du plus haut jusqu'au plus bas par ordre alphabétique avant d'adopter une numérotation classique en 1993. Les locaux des passagers occupent la totalité des ponts 7, 8 et 9 ainsi qu'une partie des ponts 11, 10, 6, 5, 2 et 1. L'équipage occupe en partie les ponts 5, 6, 10 et 11. Le garage occupe quant à lui les ponts 3, 4, 5 et 6.

### Locaux communs
À sa mise en service, le Nils Holgersson proposait à ses passagers un bar-salon de 440 places sur le pont C arrière, un salon de 60 places à proximité, sur le pont D un restaurant-buffet de 320 couverts à l'arrière et un restaurant à la carte de 400 couverts au milieu et un restaurant self-service de 400 couverts sur le pont E. En plus de ces principales installations, un centre de conférence se trouvait sur le pont C du côté bâbord, un galerie marchande était située sur le pont E et une piscine intérieure se trouvait sur le pont K, en dessous des garages.
À l'époque du Val de Loire les installations sont pour la plupart conservées, bien que la décoration et la dénomination ait été modifiée. Ainsi, le bar-salon se nommait Le Rabelais, le restaurant à la carte Le temps de vivre et le self-service La Magdalena. Le restaurant buffet devient quant à lui la cafétéria Le Grand Large. Des locaux inédits sont également aménagés tels que le piano-bar Le Layon, le Café du Port ou encore un cinéma, tandis que d'autres disparaissent à l'instar du centre de conférences remplacé par des salons fauteuils.

### Cabines
Depuis sa mise en service, le navire est équipé de nombreuses cabines privatives principalement situées sur les ponts 7, 8 et 9 au niveau de la partie avant, mais également sur les ponts 5 et 6 de part et d'autre du garage ainsi que sur le pont 2. Toutes ces cabines étaient équipées de sanitaires privés.
Sous l'ère Brittany Ferries, le Val de Loire possédait en tout 583 cabines grâce à la conversion de cabines des ponts 10 et 11 initialement réservées à l'équipage, ce qui a permis, entre autres, l'aménagement des suites Commodore et Deluxe.
Actuellement, 522 cabines sont proposées à la vente en raison notamment de l'annexion de certaines cabines aux locaux de l'équipage.

## Caractéristiques
Le King Seaways mesure 161,45 mètres de long pour 27,60 mètres de large et son tonnage était initialement de 31 360 UMS avant d'être porté à 31 788 UMS en 1993. Le navire avait à l'origine une capacité de 1 800 passagers et était pourvu d'un garage pouvant accueillir 550 véhicules répartis sur 4 niveaux. Après son passage sous pavillon français, la capacité a été portée à 2 280 passagers et 570 véhicules. Le garage est accessible par trois portes rampes, deux situées à l'arrière et une à l'avant. La propulsion du King Seaways est assurée par quatre moteurs diesel MaK 8M552 développant une puissance de 19 570 kW entraînant deux hélices à pas variable faisant filer le bâtiment à une vitesse de 21 nœuds. Le navire possède quatre embarcations de sauvetage fermées de grande taille, deux sont situées de chaque côté. Elles sont complétées par une embarcation de secours de taille plus petite à bâbord et un canot semi-rigide à tribord. En plus de ces principaux dispositifs, le navire dispose de plusieurs radeaux de sauvetage à coffre s'ouvrant automatiquement au contact de l'eau. Enfin, il est doté de deux propulseurs d'étrave facilitant les manœuvres d'accostage et d'appareillage ainsi que d'un stabilisateur anti-roulis à ailerons rétractables.

## Lignes desservies
Au début de sa carrière pour la compagnie allemande TT-Line, le car-ferry a tout d'abord navigué entre l'Allemagne et la Suède sur la ligne Lübeck - Trelleborg jusqu'à la fin de l'année 1992.
Sous les couleurs de Brittany Ferries, le navire était dans un premier temps positionné sur les principales lignes de l'armateur breton entre la France, l'Irlande, le Royaume-Uni et l'Espagne. Il desservait depuis Roscoff les ports de Cork et de Plymouth mais aussi Santander au départ du Royaume-Uni. À partir de 2004, il est transféré sur les liaisons transmanches entre Saint-Malo, Cherbourg et Portsmouth et reste employé sur cet axe jusqu'en février 2006.
Depuis mars 2006, le navire est affecté entre les Pays-Bas et le Royaume-Uni sur la ligne IJmuiden - Newcastle pour le compte de DFDS.